# Dark Matter (série télévisée)
Pour les articles homonymes, voir Dark matter.
Dark Matter est une série télévisée canadienne de science-fiction en 39 épisodes de 43 minutes créée par Joseph Mallozzi et Paul Mullie, adaptée de leur bande dessinée du même nom, et diffusée entre le 12 juin 2015 et le 25 août 2017 sur la chaîne Space et sur Syfy aux États-Unis.
En France, Suisse et Belgique, la série est diffusée en version doublée depuis le 16 juin 2015 sur Syfy, soit quatre jours après sa diffusion au Canada.

## Synopsis
Six personnes se réveillent à bord d'un vaisseau spatial livré à lui-même. Elles n'ont aucun souvenir de leur passé, ni de leur identité. Aidés par un androïde, ces six nouveaux membres d'équipage vont tenter de survivre à travers l'espace et de comprendre pourquoi ils sont là et surtout, connaître qui ils sont.

## Distribution

### Acteurs principaux
- Melissa O'Neil (VF : Noémie Orphelin) : Deux et Portia Lin et Rebbeca[5]
- Anthony Lemke (VF : David Krüger) : Trois et Marcus Boone[5]
- Alex Mallari Jr. (VF : Stéphane Fourreau) : Quatre et Ryo Tetsuda / Ryo Ishida[5]
- Jodelle Ferland (VF : Joséphine Ropion) : Cinq et Das et Emily Kolburn[5]
- Roger Cross (VF : Jean-Paul Pitolin) : Six et Griffin Jones / Lieutenant Kal Varrick[5]
- Zoie Palmer (VF : Laurence Sacquet) : l'androïde[5] et Dr Irena Shaw
- Natalie Brown : Sarah (invitée saison 1 et 2, principale saison 3)

Photos des acteurs
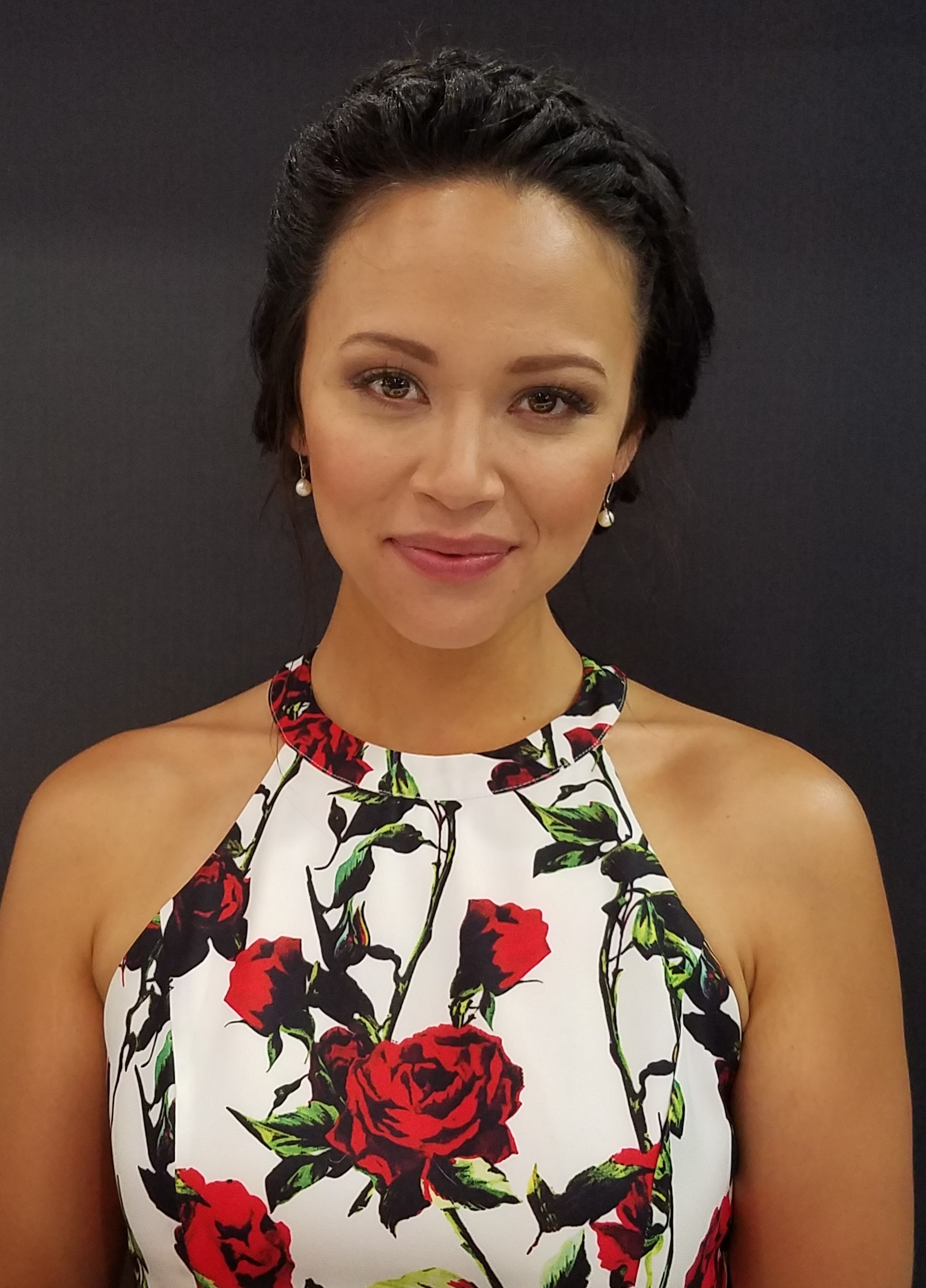
Melissa O'Neil dans les rôles de Deux et Portia Lin
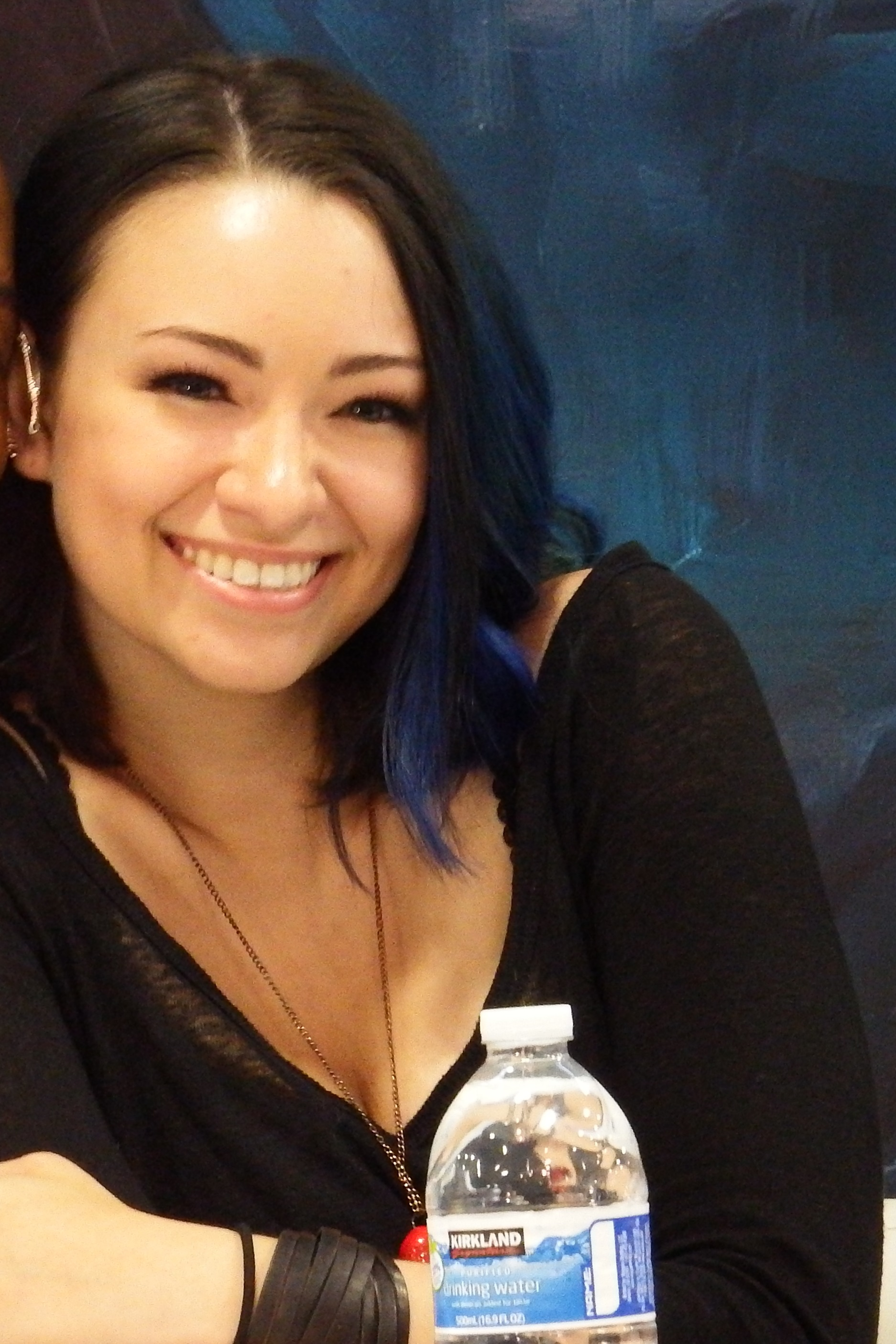
Jodelle Ferland dans les rôles de Cinq et Das.
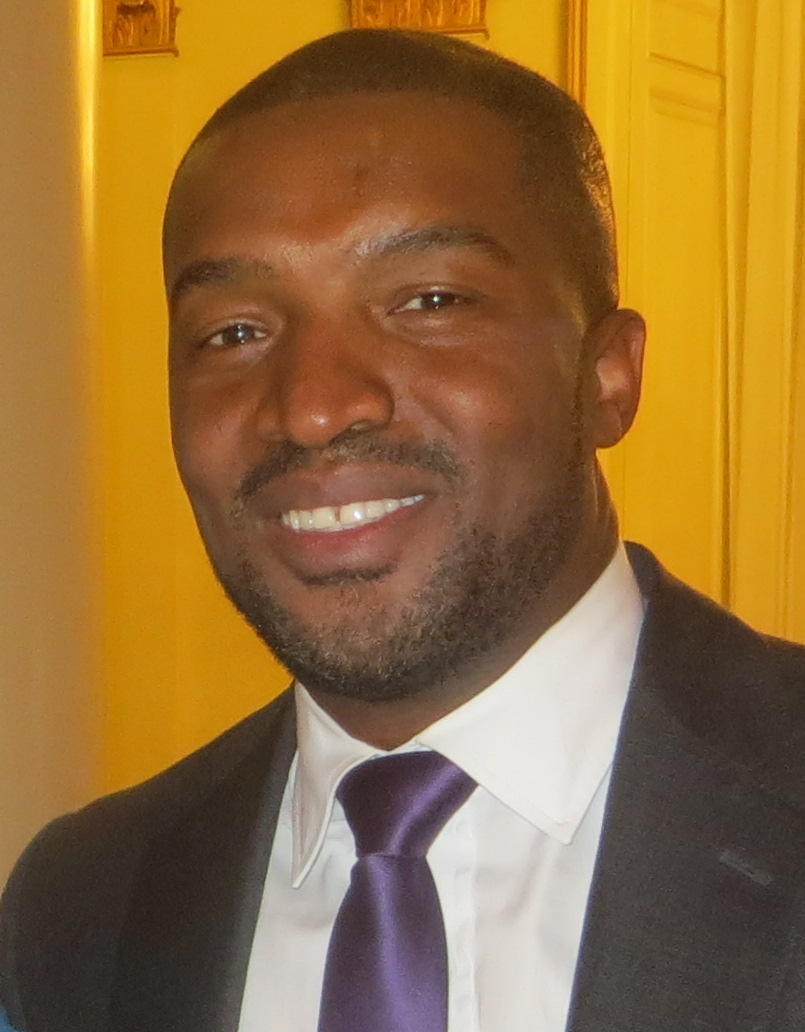
Roger Cross dans les rôles de Six et Griffin Jones.
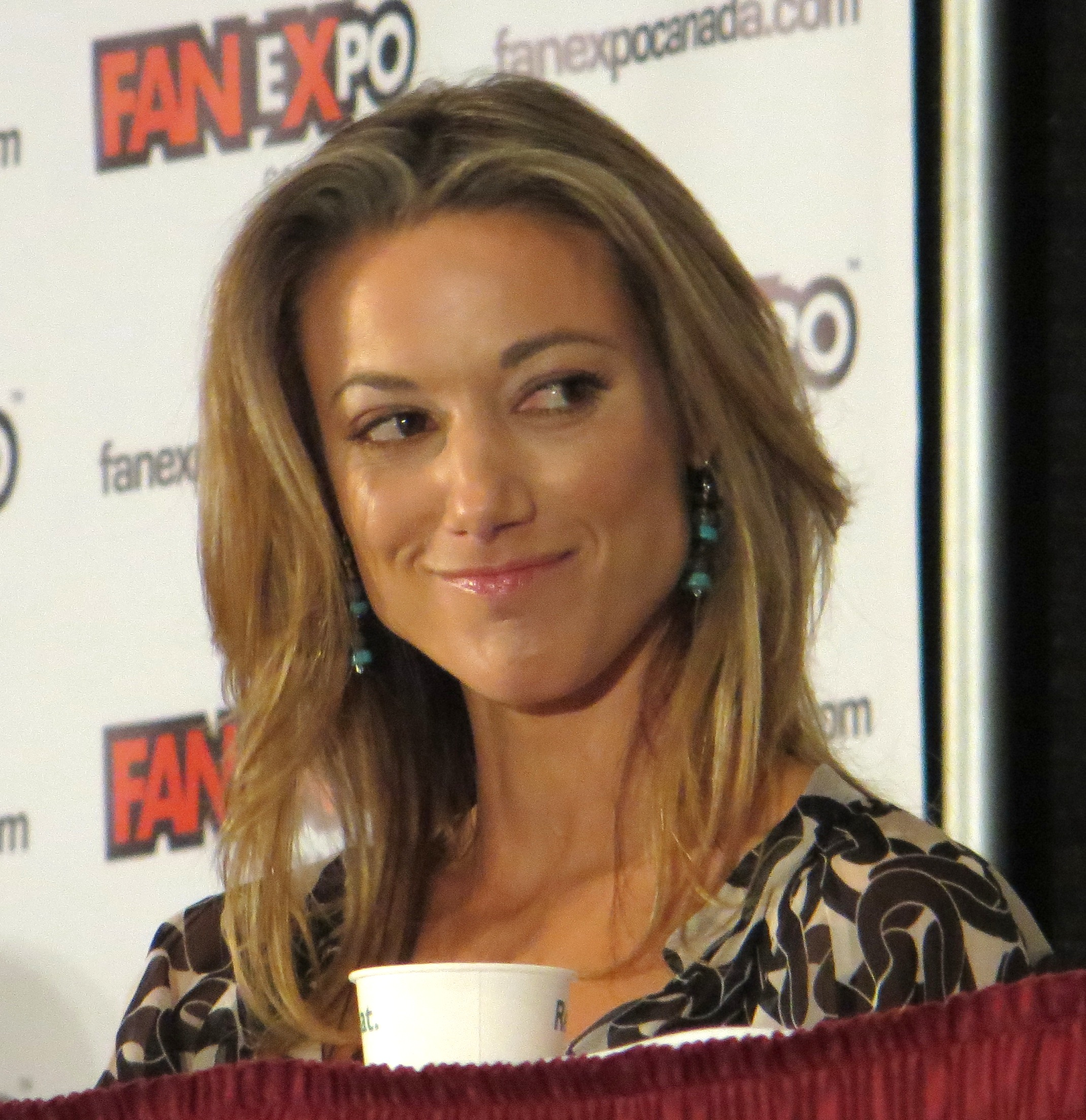
Zoie Palmer dans les rôles de l'androïde et Dr Irena Shaw.

### Anciens acteurs principaux
- Marc Bendavid (VF : Alexandre Gillet) : Un, Jace Corso et Derrick Moss (principal saison 1, récurrent saison 2)
- Melanie Liburd (VF : Fily Keita) : Nyx Harper (saison 2, invitée saison 3)
- Shaun Sipos (VF : Hervé Grull) : Devon Taltherd (saison 2)

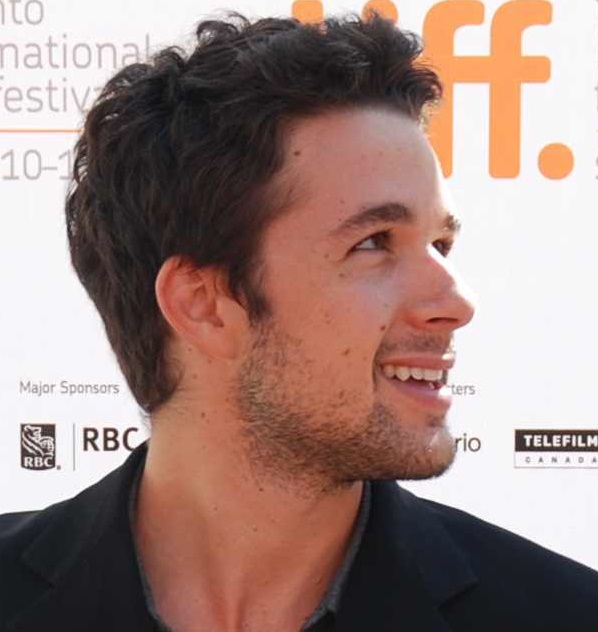
Marc Bendavid dans les rôles de Un, Jace Corso et Derrick Moss.

### Acteurs récurrents
- David Hewlett (VF : Vincent Ropion) : Tabor Calchek[6] (depuis la saison 1)
- Torri Higginson : Commander Delaney Truffault[7] (depuis la saison 1)
- Amanda Brugel : Keeley[8] (depuis la saison 1)
- Wil Wheaton : Alex Rook[9] (depuis la saison 1)
- Ellen Wong : Misaki Han (saison 2)
- Mike Dopud (VF : Joël Zaffarano) : Arax Nero (saison 2)
- Kristen Holden-Ried : Inspecteur Galactique Kyle Kierken (saison 2)
- Andrew Moodie : Teku Fonsei (saison 3)
- Mishka Thébaud (VF : Damien Laquet) : Adrian Maro (saison 3)
- Ayisha Issa : Solara (saison 3)

### Invités
- Ruby Rose : Wendy[6]
- Jessica Sipos : Tash[10]
- Jon Cor[10] (VF : Fabien Albanese) : Vons
- Conrad Pla (en) : Cain[10]
- Ennis Esmer : Wexler[10]

## Production
Une première saison de treize épisodes est commandée le 14 octobre 2014.
Le 1er septembre 2015, Syfy a renouvelé la série pour une deuxième saison, diffusée depuis le 1er juillet 2016 sur Syfy.
Le 1er septembre 2016, Syfy a renouvelé la série pour une troisième saison, diffusée depuis le 9 juin 2017 sur Space et Syfy.
Le 1er septembre 2017, la série est annulée.

### Tournage
Le tournage de la première saison de la série a débuté le 9 janvier 2015 à Toronto, au Canada et s'est achevé le 20 mai 2015.

## Diffusions
- Canada : à partir du 12 juin 2015 sur Space.
- États-Unis : à partir du 12 juin 2015 sur SyFy[2].
- Australie : à partir du 13 juin 2015 sur SyFy Australie[20].
- Allemagne : à partir du 15 juin 2015 sur Syfy Allemagne
- Espagne : à partir du 15 juin 2015 sur SyFy Espagne[21].
- France : à partir du 16 juin 2015 sur SyFy[4]
- Belgique : à partir du 16 juin 2015 sur SyFy[N 1]
- Luxembourg : à partir du 16 juin 2015 sur SyFy[N 1]

## Épisodes

### Première saison (2015)
| No. | #      | Titre      | Réalisation    | Scénario                       | Diffusion canadienne, américaine | Diffusion française | Téléspectateurs |
| --- | ------ | ---------- | -------------- | ------------------------------ | -------------------------------- | ------------------- | --------------- |
| 1 | (1-01) | Épisode 1  | TJ Scott       | Joseph Mallozzi et Paul Mullie | 12 juin 2015                     | 16 juin 2015        | 273 000         |
| Six hommes et femmes sortent de stase pour constater qu'ils sont sur un vaisseau dans l'espace, mais ils n'ont aucune idée de qui ils sont. Ils sont ensuite attaqués par un androïde et plus tard par un autre vaisseau. Après s'être échappés, ils arrivent à la destination prévue du vaisseau : une colonie sur une planète en attente d'une cargaison d'armes comme celle qu'ils portent, pour se défendre contre une menace qui approche. Ils apprennent ensuite, à partir des dossiers décryptés du vaisseau, que cinq d'entre eux sont des meurtriers et ils ne sont pas, comme ils l'avaient cru, là pour aider les personnes en question : ils sont là pour les tuer. |        |            |                |                                |                                  |                     |                 |
| 2 | (1-02) | Épisode 2  | TJ Scott       | Paul Mullie                    | 19 juin 2015                     | 23 juin 2015        | 262 000         |
| Malgré les révélations sur leur passé, les membres de l'équipage décident d'aider les mineurs en leur livrant les armes. Mais les forces de la corporation les ayant engagés arrivent sur la planète, les obligeant à prendre parti pour les mineurs. Parallèlement, Cinq apprend que leur perte de mémoire n'était pas un accident : elle fait des rêves qui sont des souvenirs des membres de l'équipage. La situation sur la planète se résout quand Deux fait intervenir une autre corporation minière. |        |            |                |                                |                                  |                     |                 |
| 3 | (1-03) | Épisode 3  | Paolo Barzman  | Martin Gero                    | 26 juin 2015                     | 30 juin 2015        |                 |
| Voulant rejoindre une station spatiale, le vaisseau tombe en panne d'hyperpropulsion au milieu d'une tempête stellaire. Tout laisse supposer qu'un saboteur se cache parmi eux. |        |            |                |                                |                                  |                     |                 |
| 4 | (1-04) | Épisode 4  | Amanda Tapping | Joseph Mallozi                 | 3 juillet 2015                   | 7 juillet 2015      |                 |
| Accostant la station spatiale, l'équipage en profite pour ravitailler et tenter de gagner de l'argent. Deux et Cinq jouent au casino et ont des ennuis. Quatre fait des découvertes sur son passé tandis que Six se fait soigner à l'hôpital. Un et Trois cherchent à vendre des armes et se retrouvent aux mains du véritable Jace Corso. De nombreuses interrogations se posent sur la véritable identité de Un. Trois en profite et le fait chanter. |        |            |                |                                |                                  |                     |                 |
| 5 | (1-05) | Épisode 5  | Lee Rose       | Paul Mullie                    | 10 juillet 2015                  | 14 juillet 2015     |                 |
| L'équipe est envoyée par leur ancien commanditaire récupérer un cargo spatial à la dérive après une catastrophe, tout son équipage étant présumé mort. Cependant il s'avère qu'ils sont porteurs d'un virus et Deux est contaminée par l'un d'eux, ce qui aurait dû lui être fatal. Elle est mise en quarantaine mais guérit mystérieusement et très rapidement tout comme sa blessure. |        |            |                |                                |                                  |                     |                 |
| 6 | (1-06) | Épisode 6  | Ron Murphy     | Paul Mullie                    | 17 juillet 2015                  | 21 juillet 2015     |                 |
| Cinq et l'androïde créent une machine pour sonder les rêves et ainsi trouver un moyen parmi les souvenirs d'ouvrir la porte blindée. Mais elle n'a pas le contrôle sur les souvenirs, et se perd dans les souvenirs de Quatre et de Un. Six est connecté à la machine à son tour pour la secourir et découvre en même temps une part de son passé. |        |            |                |                                |                                  |                     |                 |
| 7 | (1-07) | Épisode 7  | Bruce McDonald | Robert C. Cooper               | 24 juillet 2015                  | 28 juillet 2015     | 534 000         |
| La salle secrète est finalement ouverte : on y découvre de l'argent, de l'armement, un androïde nommé Wendy (dont les fonctions sont le rangement, la cuisine et le sexe) et une femme, Sarah, dans un caisson de stase. Elle semble connaître Trois et souffre d'une maladie dégénérative fatale ce qui explique le caisson. L'androïde a en fait été reprogrammé par un ancien ennemi, Cyrus King pour éliminer l'équipage du Raza. Sarah, pour sa part, avait eu une relation sentimentale avec Trois, mais était atteinte d'une grave maladie ; elle finit par en mourir. |        |            |                |                                |                                  |                     |                 |
| 8 | (1-08) | Épisode 8  | T.W. Peacocke  | Trevor Finn                    | 31 juillet 2015                  | 4 août 2015         |                 |
| L'équipe fait escale sur une station pour réparer et ravitailler. Six en profite pour utiliser les services d'un clone de voyage et traquer son ancien chef. Un et Quatre partent à sa recherche en utilisant le même mode de transport. Un découvre par ce biais sa véritable apparence et, en fouillant dans son profil génétique, sa véritable identité. Un lien avec Trois apparaît aussi : ce dernier aurait tué sa femme et Un aurait pris la fausse identité pour intégrer l'équipage et se venger de Trois. |        |            |                |                                |                                  |                     |                 |
| 9 | (1-09) | Épisode 9  | Ron Murphy     | Joseph Mallozzi                | 7 août 2015                      | 11 août 2015        |                 |
| Quatre quitte le vaisseau pour rencontrer son demi-frère et prouver son innocence dans la mort de leur père. Cependant il tombe dans une embuscade menée par son ancien maître d'arme, Akita. L'équipe hésite à aller le chercher, mais son royal héritage en fait un atout pour eux ; ils interviennent et le sauvent du même coup. Plus tard, le Raza est mis en déroute et ses moteurs détruits face à 3 croiseurs de la Ferrous Corp. |        |            |                |                                |                                  |                     |                 |
| 10 | (1-10) | Épisode 10 | John Stead     | Paul Mullie                    | 14 août 2015                     | 18 août 2015        |                 |
| L'équipe ne doit d'éviter l'annihilation qu'à l'arrivée de vaisseaux du Mikkei Combine. Le Commandant Truffault, qui avait négocié avec Deux en faveur des mineurs, les missionne pour voler un objet sur une station de recherche. Afin de rester sous la protection de Mikkei, la mission est acceptée, cependant les membres du Raza doivent faire équipe avec un groupe de mercenaires. La mission se déroule sans accroc mais de retour sur le Raza, l'équipe de mercenaires trahit l'équipage afin de toucher les primes promises pour leur capture et voler le Raza. Deux est expulsée du vaisseau et propulsée dans le vide intersidéral. |        |            |                |                                |                                  |                     |                 |
| 11 | (1-11) | Épisode 11 | Martin Wood    | Paul Mullie                    | 21 août 2015                     | 25 août 2015        |                 |
| En route pour collecter les primes sur l'équipage, les mercenaires torturent Un, qu'ils prennent pour Corso afin qu'il révèle l'emplacement d'une planque à butin. Pendant ce temps, l'équipage est enfermé dans la pièce blindée et suffoque. L'hyperpropulsion du vaisseau tombe en panne et les mercenaires doivent sortir dans l'espace réparer. Deux est responsable des pannes et s'avère avoir survécu au vide spatial et avec l'aide de Cinq élimine les mercenaires. Elle découvre qu'elle est un être synthétique très avancé technologiquement. Le dispositif volé est livré à ses commanditaires mais ceux-ci provoquent une surcharge de l'appareil qui explose et déclenche une réaction en chaîne détruisant la planète. |        |            |                |                                |                                  |                     |                 |
| 12 | (1-12) | Épisode 12 | Andy Mikita    | Joseph Mallozzi                | 28 août 2015                     | 1er septembre 2015  | 397 000         |
| Tabor Calchek charge l'équipe de venir sauver un scientifique mais celle-ci découvre qu'il s'agit d'un piège du scientifique nommé Alex Rook. Il s'avère qu'il est le PDG de la corporation qui a créé Deux. L'équipe parviendra, avec l'aide de l'androïde, à la libérer. Cinq retrouve une carte mémoire sur laquelle elle découvre une conversation entre Deux et Trois parlant de tuer un membre de l'équipage. Un des membres de l'équipe récupère une matraque électrique et attaque l’androïde qui s'écroule. |        |            |                |                                |                                  |                     |                 |
| 13 | (1-13) | Épisode 13 | Andy Mikita    | Joseph Mallozzi et Paul Mullie | 28 août 2015                     | 8 septembre 2015    | 397 000         |
| Après que l'androïde a été mis hors-service, l'équipe se met à rechercher l'intrus qui aurait été coupable de l'agression. Mais après avoir fouillé le vaisseau de la proue à la poupe, ils doivent se rendre à l'évidence : l'assaillant est l'un d'entre eux. La recherche du traître menace de mettre en danger les relations au sein de l'équipe : Un et Trois se soupçonnent mutuellement puis Quatre et Six sont empoisonnés, tandis que Cinq soupçonne Deux à cause de l'enregistrement qu'elle avait trouvé. Alors que Un est enfermé, surveillé par Trois, les moteurs PRL et subluminiques sont endommagés. De plus, un vaisseau de l'Autorité Galactique est en approche, alerté par le traître. Des soldats abordent le Raza puis capturent les membres de l'équipage, excepté Six / Griffin Jones, qui marche apparemment libre aux côtés des soldats de l'AG. En outre, Cinq découvre avec Six qu'elle est la responsable de la perte de mémoire de l'équipe. |        |            |                |                                |                                  |                     |                 |

### Deuxième saison (2016)
Note : Pour les informations de renouvellement voir la section Production.
| No. | #      | Titre                                                            | Réalisation     | Scénario                       | Diffusion canadienne, américaine | Diffusion française | Téléspectateurs |
| --- | ------ | ---------------------------------------------------------------- | --------------- | ------------------------------ | -------------------------------- | ------------------- | --------------- |
| 14 | (2-01) | Bienvenue dans ta nouvelle maison Welcome to Your New Home       | Amanda Tapping  | Paul Mullie                    | 1er juillet 2016                 | 5 juillet 2016      | 448 000         |
| Deux, Trois et Quatre se réveillent sur Hypérion-huit, une prison spatiale de haute sécurité. Un et Cinq y sont également mais dans une chambre du quartier du personnel où Six leur apprend que sa véritable identité est le lieutenant Kal Varrick appartenant à l’unité d’investigation spéciale de l’Autorité Galactique. Sa mission était de capturer l’équipage du Raza et il demande à Cinq et Un de témoigner contre les trois autres. Un est libéré grâce à l’intervention de son avocate et cherche toujours à élucider le meurtre de sa femme tandis que les autres font face à la vie carcérale et cherchent à s’évader. Varrick donne à Cinq son véritable nom, Emily Kolburn et lui demande de l’aider à ouvrir son dossier personnel. Ils découvrent ainsi que l’AG savait pour la destruction d’une station spatiale par les rebelles. Cinq est emmenée par le commandant Shaddick, chef de la division des crimes graves de l’AG. Un est abattu par le véritable Jace Corso. |        |                                                                  |                 |                                |                                  |                     |                 |
| 15 | (2-02) | Tue-les tous Kill Them All                                       | Bruce McDonald  | Joseph Mallozzi                | 8 juillet 2016                   | 12 juillet 2016     |                 |
| Sur Hyperion-huit, le Lt Six Varrick et Emily Cinq kolburn sont interrogés par le Cdt Shaddick au sujet de l'explosion d'Iriden3 qui a tué 15 000 personnes ; si la vérité éclate, une guerre entre corporations risque de débuter. Elle interroge aussi les trois autres membres de l'équipage et leur propose un marché. L'une des corporations tente de faire assassiner les prisonniers du Raza avec l'aide de gardiens. Ils sont sauvés par un chef de gang qui veut faire partie de leur plan d'évasion. Un membre d'une corporation apporte une aide technique aux prisonniers, le plan des installations. Six se rend compte de la corruption ambiante : le directeur de prison et Shaddick travaillent pour deux corporations, il décide d'aider ses ex-amis dans leur projet. Afin de quitter la lune, ils ont besoin d'une navette qui leur sera fourni par la corporation Ishida qui vient extrader Quatre. Shaddick veut forcer Cinq à débloquer l’androïde, elle lui ordonne de la tuer et s'enfuit. l'équipe du Raza déclenche une émeute et s'enfuit. Tous se retrouvent sur la navette Ishida mais Six est blessé en s'interposant face à un ami de l'AG et placé dans le caisson cryogénique. Cinq est traquée par une mystérieuse femme représentant une corporation. |        |                                                                  |                 |                                |                                  |                     |                 |
| 16 | (2-03) | Perte de mémoire I've Seen the Other Side of You                 | Steve Dimarco   | Paul Mullie                    | 15 juillet 2016                  | 19 juillet 2016     |                 |
| À la suite des dommages subis aux mains de l’AG, l’Androïde doit s'auto-réparer durant 32 heures. L'auto-analyse entamée déclenche l'activation d'une mémoire sauvegardée chez l'équipage du Raza. Ils retrouvent leurs mémoires d'il y a 14 mois mais ne se souviennent plus des évènements récents. Cinq est obligée de recourir aux services des trois évadés afin de résoudre la crise. Du fait de ses nanites, Deux parvient à contrôler le vaisseau et emprisonne les ex-prisonniers. Cinq parvient à accéder à la mémoire de Deux en la confrontant à un souvenir douloureux, le lien mémoriel s'en trouve coupé et le calme revient. Trois avait ouvert une malle verrouillée contenant de vieux souvenirs que Cinq lui rend, il active involontairement une balise. |        |                                                                  |                 |                                |                                  |                     |                 |
| 17 | (2-04) | Comme un père We Were Family                                     | John Stead      | Joseph Mallozzi                | 22 juillet 2016                  | 26 juillet 2016     |                 |
| Une mère cache un enfant lors d'un raid, c'est le jeune Marcus Trois Boone. Durant le temps présent, les évadés cherchent à rester sur le Raza comme membres d'équipage tandis qu'ils abordent une station spatiale. l'androïde veut la visiter et rencontrer d'autres humains, elle fait la connaissance d'androïdes libres qui lui remettent une puce de simulation de comportement pour être elle-même libérée. Trois retrouve des connaissances de son ancienne vie et apprend comment sont morts ses parents. Deux, aidée de Nyx, apprend où se trouve le lieu de sa grande peur : sur Terre. Cinq se rend compte que Nero travaille à lui voler la clé dimensionnelle. La femme de la corporation travaille pour le commandant Nieman de l'AG. |        |                                                                  |                 |                                |                                  |                     |                 |
| 18 | (2-05) | Humaine débutante We Voted Not to Space You                      | Ron Murphy      | Paul Mullie                    | 29 juillet 2016                  | 2 août 2016         |                 |
| Désirant découvrir l'identité de l'assassin de Un, l'équipe envoie l'androïde sur une petite station afin d'infiltrer le réseau de l'AG. Elle en profite pour essayer sa puce de comportement humain. Ils découvrent que l'assassin est le vrai Jace Corso et se mettent en quête de sa personne. Cependant, l'AG est sur leurs traces. Il le coince dans une mine mais celui-ci fait sauter le bâtiment pour s'enfuir. Toutefois, Deux parvient à le capturer et l'exécute. L'inspecteur Krieken de l'AG parvient à appréhender Quatre mais il est secouru à temps par le reste de l'équipe. L'interface de diagnostic du Raza averti l'Androïde que ces circuits sont endommagés et qu'elle représente un danger pour tout le vaisseau. |        |                                                                  |                 |                                |                                  |                     |                 |
| 19 | (2-06) | Un frère We Should Have Seen This Coming                         | Bruce McDonald  | Robert C. Cooper               | 5 août 2016                      | 9 août 2016         |                 |
| Nyx s'entraîne au combat avec Quatre depuis qu'il a découvert ses formidables qualités de guerrières. Elle se souvient de son évasion d'un vaisseau où elle était détenue grâce à son talent de précognition semble-t-il. Le contact d'Arax Nero est identifié, il s'agit d' Alicia Reynaud, une « personne très importante » liée à la corporation Ferrous. Pour financer une mission contre cette femme, Nyx propose de rançonner un cargo plein de shadow, une drogue de synthèse récréative. Sur place ils s'emparent de la cargaison et Nyx, à la stupeur de Deux, libère son frère prisonnier. Nyx avoue la vérité sur ses origines et sur le fait que les membres du cargo sont les « voyants », des personnes capables de prédire le futur. Son frère prédit à Cinq une guerre totale entre les corporations et que quelques individus peuvent changer le cours de l'histoire. Mais grâce à leurs dons, le Raza est retrouvé, attaqué et obligé de rendre l'ex-captif. Sur les conseils de Quatre, il choisit de se suicider. Deux commence à manifester des troubles physiques. |        |                                                                  |                 |                                |                                  |                     |                 |
| 20 | (2-07) | L'Infiltration des clones She's One of Them Now                  | Jason Priestley | Harley Peyton                  | 12 août 2016                     | 16 août 2016        |                 |
| Nyx a du mal à se faire à la disparition de son frêre et exige de Devon des médicaments. Pendant ce temps, l'équipe cherche à pénétrer dans le QG de Reynaud afin d'en apprendre plus sur la carte informatique. Ils enlèvent Calcheck, leur ex-coordinateur, afin de trouver des pods de voyage pour entrer dans la forteresse en tant que clones. Cinq, Trois et Quatre s'en chargent. L'inspecteur Kierken de la GA identifie les membres du Raza comme ceux qui ont enlevé Calcheck. Cinq pirate les ordinateurs de Reynaud et parvient à découvrir le rôle de la carte : c'est une partie d'un adaptateur du moteur FTL, l'« Hyper Flash ». Il permet de voyager d'un bout à l'autre de l'univers en un clin d'œil. Ils localisent l'adaptateur et le volent. Cependant l'alarme se déclenche, obligeant Trois et Quatre à se sacrifier pour permettre à Cinq de fuir. Alicia Reynaud veut savoir où se trouve le Raza et la carte et les fait torturer. Elle parvient à remonter le signal de transit des clones et fait attaquer le vaisseau. Cinq assomme le bourreau et pour libérer les clones prisonniers les abat permettant ainsi à leurs esprits de réintégrer leurs corps. Cinq parvient sur le toit et est récupéré par le Maraudeur et rejoint ainsi le Raza qui peut fuir dans l'hyper-espace. Avant d'essayer l'adaptateur, le Raza fait un arrêt pour libérer Calcheck. Devon demande à rester sur la station pour faire relâche et Nyx souhaite rester aussi afin de l'aider à surmonter son addiction. Mais les « voyants » le retrouvent et le tue. L'essai de l'adaptateur se passe mal et le vaisseau disparait. |        |                                                                  |                 |                                |                                  |                     |                 |
| 21 | (2-08) | Monde parallèle Stuff to Steal, People to Kill                   | Andy Mikita     | Joseph Mallozzi                | 19 août 2016                     | 23 août 2016        |                 |
| Le vaisseau réapparait et a subi des dégâts, l'« Hyper Flash » est détruit. Ils reçoivent un message de détresse de la station où sont Devon et Nyx. Elle est détruite et des vaisseaux spatiaux se battent ; ils reconnaissent le Raza et se rendent compte que l'« Hyper Flash » les a transporté dans un univers parallèle. Les corporations sont en guerre et le raza travaille pour Ferrous, ils vont donc essayer de voler l'« Hyper Flash » du Raza alternatif. Ils font une alliance avec le Cdt Truffault de la Mikkei pour cela. Quatre dont le double est devenu Empereur les contacte pour une rencontre. Deux et Trois capture leurs double et montent sur le vaisseau, l'équipage est composé de Corso, Wexler et Tash (première saison dixième épisode). Ferrous les envoie sur une compagnie minière (déjà vue dans la première saison deuxième épisode) qui a fait sécession. Elle est détruite à l'arme nucléaire. Deux et Quatre se rendent maîtres du deuxième Raza mais Truffaut les trahit pour s'emparer de l'« Hyper Flash ». Cependant ils arrivent à la vaincre grâce au deuxième androïde et la renvoie sur son vaisseau. Les membres du deuxième Raza sont libérés et le deuxième androïde admet son attachement à son équipage et particulièrement Portia qui a fait d'elle un être doué d'émotion. Le Raza parvient à regagner son univers mais un Maraudeur venant de l'autre côté a fait le voyage avec eux et s'enfuit. Plus tard, Deux fait une nouvelle crise et s'effondre dans sa chambre. |        |                                                                  |                 |                                |                                  |                     |                 |
| 22 | (2-09) | Mourir au combat Going Out Fighting                              | Peter DeLuise   | Ivon Bartok                    | 26 août 2016                     | 30 août 2016        |                 |
| Nyx et Quatre passent la nuit ensemble, il lui fait part de son envie de retour sur son monde afin d'aider son peuple dans le conflit actuel. Deux est découverte inconsciente, il s'avère que ses nanites sont en train de s'éteindre la condamnant à une mort certaine. L'équipe décide de lui venir en aide et se rend sur Terre pour infiltrer Dwarf Technologies et trouver un remède. Ils s'emparer d'Eric, un technicien de labo qui a participé à sa création et l'a éduqué. Trois et Six se rendent avec lui sur une station orbitale mais ils sont capturés et Eric tués pour l'exemple. Alex Rook cherche à apprendre où se trouve Deux et torture Trois pour le savoir. L'équipe utilise l'« Hyper Flash » pour se téléporter dans le laboratoire pour les secourir tandis que Deux cherche les nanites. Rook l'attend et cherche à l'éliminer à l'aide d'un nouveau prototype puissant. Il est battu grâce à l'intervention combiné de l'équipe ; Six sauve Deux en lui transfusant du sang du prototype. De retour sur le Raza, Six et Deux découvre que Trois est possédé par un parasite. Ils parviennent à le neutraliser et le jettent dans le vide spatial. Deux s'interrogent sur les finalités de Dwarf Technologies. L'androïde se réveille dans un lit alors qu'elle était parti sur sa plate-forme de chargement. |        |                                                                  |                 |                                |                                  |                     |                 |
| 23 | (2-10) | Virus Take the Shot                                              | Paul Day        | Paul Mullie                    | 2 septembre 2016                 | 6 septembre 2016    |                 |
| L'androïde fait un rêve érotique durant sa phase de rechargement. Elle réunit l'équipage et leur avoue qu'elle connait des dysfonctionnements dans sa programmation. Deux et Cinq débattent de l'immoralité de la réinitialiser. Deux, Trois et Quatre ont des hallucinations tandis que l'androïde est dans sa plate-forme de chargement. L'hologramme de diagnostic leur apprend que l'androïde conserve quelques fonctions supérieurs durant son chargement et qu'un instinct de conservation installe un virus agressif dans les systèmes du vaisseau et les attaquent via le lien neural. Tandis que tous s'arment au cas où l'androïde se rebellerait une fois débranchée de son chargeur, Quatre doit aller détruire les empreintes mémorielles afin de neutraliser le Lien Neural. Le virus devient de plus en plus puissant et contrôle encore plus le vaisseau, menaçant la vie de l'équipage. Pendant ce temps, l'androïde vit dans son fantasme avec Victor, l'androïde mais se rend compte que ses amis sont en danger et se réveille à temps pour débrancher l'ordinateur de bord. Une fois l'ordre restauré, Deux prouve à l'androïde que l'équipage lui fait confiance. Quatre a sauvé son empreinte mémoriel. |        |                                                                  |                 |                                |                                  |                     |                 |
| 24 | (2-11) | Je ne suis pas ton ami Wish I'd Spaced You When I Had the Chance | Mairzee Almas   | Joseph Mallozzi                | 9 septembre 2016                 | 13 septembre 2016   |                 |
| Le Raza fait relâche sur une planète. Cinq est enlevé par les frères Danker, des voleurs et contrebandiers que Trois cherchent à retrouver tandis que Deux, Quatre et Nyx sont reconnus par les autorités, que la station est bouclée et l'AG est avertie et le clone du commandant Kierken mène les recherches. Six n'est pas autorisée par l'androïde à quitter le Raza pour épauler ses partenaires. Trois est touché par un tir en délivrant Cinq. De retour sur le vaisseau, l'équipage tente de localiser et secourir Trois et Cinq mais le blocage des communications dans et autour de la station les empêchent d'y parvenir. Kierken est sur les traces des fugitifs or Trois est affaibli par sa blessure et ne peut plus fuir. Il insulte et rabaisse Cinq afin qu'elle l'abandonne et sauve sa vie mais elle n'est pas dupe. Il la supplie de partir et elle s'exécute. Trois est finalement capturé et Kierken commence à l'interroger sur l'explosion qui a détruit Iriden-trois (le Raza y alivré une bombe expérimentale qui a tué 15 000 employé de la Mikkei). Il le menace d'impliquer Cinq dans la destruction et de la faire condamner à mort s'il ne dit pas tout ce qu'il sait et ainsi éviter une guerre entre corporations. Trois admet avoir été engagé par le Cdt Truffaut de la Mikkei pour voler la Trugott et prétend avoir agi seul avec l'équipe de Wexler (Tash, Vons, Cain). Cinq sabote un missile et permet un retournement de situation, les agents de l'AG sont désarmés et Trois secourus. Sur le vaisseau, Trois et Cinq se montrent leur affection mutuelle tandis que Six tente de convaincre Deux du bien fondé pour le Raza avec l'aide de l'« Hyper Flash » de faire régner la paix dans la galaxie alors que des troubles et émeutes se déclenchent. Quatre demande à l'androïde de lui charger son empreinte mémorielle. |        |                                                                  |                 |                                |                                  |                     |                 |
| 25 | (2-12) | Coup d'état Sometimes in Life You Don't Get to Choose            | William Waring  | Joseph Mallozzi et Paul Mullie | 9 septembre 2016                 | 20 septembre 2016   |                 |
| La mémoire de Quatre est restaurée grâce à l'androïde qui se demande si elle a bien agi. Celui-ci démontre la puissance de l'« Hyper Flash » au général Drago dans le but de s'approprier le trône d'empereur de son frère Hiro et gagner la guerre contre les Pyr. Il accepte d'abdiquer et confronte sa propre mère qui admet avoir tué leur père. Les préparatifs du retour de Quatre sur Zairon sont organisées. L 'équipage discute de la personnalité retrouvée de Quatre et les changements induits ; plus tard, Quatre explique à Cinq que tous ont été changés par les aventures partagées et qu'une armada équipée de l'« Hyper Flash » sera décisive, Cinq s'oppose à cette militarisation du propulseur. Lorsque le Raza arrive en orbite de Zairon, une transmission est interceptée : L'empereur a été victime d'un attentat et mis en lieu sûr, sa mère assure le pouvoir. Les vaisseaux en orbite censé épaulé Quatre sont détruits et le Raza doit fuir. Drago alerte Quatre sur la localisation d'Hiro qui décide de le délivrer. Mais il tombe dans un piège et est fait prisonnier. Son procès est diffusé et il est condamné à mort. L'équipage débarque sur Zairon et tente de le secourir. Cependant, ils sont tous capturés grâce à l'intervention de Voyants qui se sont alliés à l'impératrice afin de récupérer Nyx. Elle apprend la mort de son frère et le rôle que Quatre y a joué. Cinq est toujours libre et parvient à retrouver Hiro tandis que l'Androïde à bord du Raza menace de bombarder la Capitale si l'équipage n'est pas délivré. L'impératrice refuse l'ultimatum et Quatre est sur le point de se faire exécuter quand Hiro arrive et bouleverse l'échiquier : Sa mère et les Voyants sont arrêtés tandis que Quatre est fait Empereur. Il interroge les Voyants sur l'avenir qui prédisent l'exil pour sa belle-mère, Hiro sera conseiller et eux travailleront ensemble Mais Quatre rejette ces prédictions et fait exécuter tout ses prisonniers y compris Hiro. Deux s'insurge mais Quatre lui rétorque qu'il est désormais Ryo Ishida, Empereur de Zairon. |        |                                                                  |                 |                                |                                  |                     |                 |
| 26 | (2-13) | D'abord on sauve la galaxie But First, We Save the Galaxy        | Ron Murphy      | Joseph Mallozzi et Paul Mullie | 16 septembre 2016                | 27 septembre 2016   |                 |
| Un sommet entre les dirigeants des corporations doit avoir lieu sur la station Eos-7 ; Deux et Trois vont avertir le Cdt Truffault de la Mikkei du danger d'attentats grâce aux infos récupérés dans l'univers alternatif et par les Voyants. Elle accepte leur aide. Ryo Ishida tente de convaincre Nyx de devenir sa femme tandis que Kierken est chargé par l'AG d'assurer la sécurité du sommet. Cinq se porte volontaire pour infiltrer la station et chercher la bombe en tant qu'assistante de Truffault. Ryo et une délégation des États Autonomes participent au sommet à la surprise générale. Deux, Trois et Six infiltrent à leur tour la station grâce à des caméras truquées par la Ferrous. Deux va parlementer avec Ryo qui veut la guerre des corporations pour sauver son peuple tandis que Six est capturé par les forces de l'AG. Cinq manque d'être capturé par des sbires d'Hiro mais elle est sauvée par un jeune assistant de Ferrous, Arrian qui s'avère être un androïde. Le vote d'une résolution tourne en la défaveur de la Ferrous qui demande une suspension. Cinq soupçonne Arrian d'être la bombe. Trois tombe aux mains du Cdt Neiman de la Ferrous tandis que Six tente de convaincre Kierken que la station est en danger de mort par la Ferrous. Cinq suit Arrian, il est bien la bombe mais elle parvient à le convaincre de l'aider à sauver la station : il s'enferme dans un sas et se fait exploser dans l'espace. Pendant ce temps, Ryo Ishida s'infiltre sur le Raza pour voler l'« Hyper Flash », sa garde du corps Mizaki, qui est amoureuse de lui, empoisonne Nyx. Après son forfait, il alerte néanmoins l'Androïde sur le fait que la station va être détruite. L'androïde alerte l'équipage. Kierken intercepte le message et tombe sur un sbire de Ryo en train de surcharger le réacteur, il meurt dans l'explosion. La station explose sans que le sort de chacun soit certain. |        |                                                                  |                 |                                |                                  |                     |                 |

### Troisième saison (2017)
Note : Pour les informations de renouvellement voir la section Production.
| No. | #      | Titre                                                 | Réalisation         | Scénario                       | Diffusion canadienne, américaine | Diffusion française | Téléspectateurs |
| --- | ------ | ----------------------------------------------------- | ------------------- | ------------------------------ | -------------------------------- | ------------------- | --------------- |
| 27 | (3-01) | La Guerre est déclarée Being Better is So Much Harder | Ron Murphy          | Joseph Mallozzi                | 9 juin 2017                      | 27 juin 2017        |                 |
| Après l'explosion de la station, Cinq et le Cdt Truffault ont réussi à s'échapper et ont été récupérées par un vaisseau de la Vokov-Rusi. Peu après, le Raza les prend à bord. Cinq s'inquiètent pour le reste de l'équipe mais elle n' pas le temps de faire de recherches qu'un vaisseau de la Ferrous Corp les attaque. Près des débris de la station, Deux et Six ont pu se réfugier dans le Maraudeur mais le vaisseau est endommagé, sa propulsion est morte tandis les systèmes de supports de vie s'arrêtent. Les deux survivants parviennent à appeler le Raza au secours mais le vaisseau subit actuellement de graves dégâts face au destroyer de la Ferrous. De plus, l'Androïde leur apprend que Nyx est morte lors du raid de Ryo pour s'emparer de l'« Hyper Flash ». Cinq a été sauvé par le Lt Anders et tous deux doivent se faire confiance pour lutter contre un drone de surveillance. Un commando de la Ferrous aborde le Raza mais il est annihilé et l'équipage utilise leur navette pour détruire le destroyer. Pendant ce temps, Deux qui s'est sacrifié en transférant tout l'oxygène restant à Six, hallucine et discute avec Nyx sur leur place et rôle dans le cosmos. Mais le Raza les secourent à temps. Une équipe de secours de l'AG arrive sur la planète mais le Lt Anders couvre Cinq et prétend être seul. Plus tard, il contacte le Raza et donne la position de Cinq. Pendant ce temps sur Zairon, Ryo libère son ancien professeur Teku et le fait son conseiller royal, ce que désapprouve Mizaki. Sur le Raza, un équipage réuni dîne ensemble tout en se demandant que faire. Trois et Six ne sont pas d'accord sur la conduite à tenir face à la guerre. Mais Deux veut venger la mort de Nyx, elle décide d'aller récupérer l'« Hyper Flash » et tuer Ryo. |        |                                                       |                     |                                |                                  |                     |                 |
| 28 | (3-02) | Dans une bulle It Doesn't Have to Be Like This        | Bruce McDonald      | Paul Mullie                    | 9 juin 2017                      | 27 juin 2017        |                 |
| Cinq se connecte à la mémoire de Quatre pour trouver des indices sur la localisation de l'« Hyper Flash ». À la suite de cela, l'équipe attaque une station de recherches secrètes Ishida cachée dans une nébuleuse lointaine. Ryo s'y rend en tant que clone et force les scientifiques à utiliser l'« Hyper Flash » pour transporter la station dans l'orbite de Zairon. L'opération échoue et la station se retrouve dans une poche interdimensionnelle qui se referme lentement. Ryo enclenche le confinement de la station pour bloques les intrus. Deux et Trois se trouvent face à Ryo qui refusent de leur donner le dispositif en échange de le sauvetage à tous via le maraudeur. Ils ouvrent le feu sur lui et le tue. Sur le Raza, Cinq perd conscience et revit certains de ses souvenirs pendant que Ryo contacte l'Androïde pour avoir des nouvelle de la station, le contact étant rompu. Elle lui apprend la mort de Nyx ce qui le plonge dans l'affliction. L'androïde porte secours à Cinq et diagnostique une utilisation trop importante de la sonde mental causant de graves troubles psychiques et à terme un coma irréversible. La poche se refermant entraîne des coupures de courant ce qui permet à l'équipe de contourner le confinement. Arrivés au labo, le dispositif a disparu, emporté par une scientifique qui menace de le détruire. Elle est tuée pour ça et l'équipe parvient à s'extraire de la poche aidée par l'Androïde. Elle informe l'équipe de la condition de Cinq et propose un traitement : Utiliser l'effacement mémoriel pour contenir les souvenirs parasites. Cinq est sauvée mais elle revivait un souvenir qui l'informait de l'existence d'une sœur. Deux demande à Truffault quelle position va adopter la Mikkei et celle-ci rétorque la neutralité. Le dispositif parait avoir été endommagé par les chercheurs d'Ishida. Sur Zairon, Ryo confronte Mizaki qui lui confirme qu'elle a tué Nyx car elle était une distraction et une menace pour l'Empire. |        |                                                       |                     |                                |                                  |                     |                 |
| 29 | (3-03) | Révolution Welcome to the Revolution                  | Steve DiMarco       | Joseph Mallozzi                | 16 juin 2017                     | 4 juillet 2017      |                 |
| Cephus-5 est une colonie de la Traugott mais elle se retrouve attaquée par un destroyer de la Ferrous. Sans l'intervention du Raza, elle aurait été détruite. L'équipe mais devait récupérer Tabor Calchek mais c'est Adrian, son ancien assistant qui a envoyé le message de détresse. L'équipe se retrouve au milieu d'une lutte pour l'indépendance de la colonie. Le meneur indépendantiste, Zem est tué dans un attentat à la bombe et Six se proposent de négocier avec les autorités. Mais, alors qu'il conclut un accord, un groupe d'insurgés attaque et tue le meneur sur place de la Traugott. Six capturés, l'équipe va le libérer pendant que les soldats Traugott font prisonniers les rebelles. L'équipe parvient à reprendre le contrôle et rend le pouvoir aux insurgés. Cependant apparait une vieille connaissance de Six, le Général, meneur de la rébellion anti-corporation. Le Raza doit partir mais est vite rappelé quand le Général commence à exécuter les prisonniers Traugott. Six revient et l'abat d'une balle. Il décide de rester dans la colonie et l'aider à se développer. Adrian et sa garde du corps, Solara Shockley embarquent sur le Raza. Pendant ce temps, l'Androïde découvre que la conscience de Sarah est vivante dans le système du Raza. Cinq avoue que c'est elle qui accomplie cette opération et que Sarah voudrait voir Trois. Sur Zairon, Ryo reçoit un groupe de mercenaires/chasseurs de primes/tueurs à gages et les missionne pour retrouver l'« Hyper Flash » et tuer l'équipage du Raza. |        |                                                       |                     |                                |                                  |                     |                 |
| 30 | (3-04) | Un éternel recommencement All the Time in the World   | Ron Murphy          | Joseph Mallozzi                | 23 juin 2017                     | 11 juillet 2017     |                 |
| Trois se retrouve coincé dans une boucle temporelle, vivant le même jour encore et encore. Il tente vainement de convaincre les autres de cette réalité et y parvient en apprenant le français en (VO), l'espagnol en (VF) avec l'Androïde. De plus, l'équipe est aux prises avec un mercenaire de Ryo ayant la capacité de se déphaser. Grâce à la boucle temporelle, ils parviennent à le vaincre et découvrent par la même occasion la machine causant la boucle. L'Androïde tente de la désactiver et se retrouve prise dans une anomalie temporelle où elle a une vision d'un futur sombre pour elle et l'équipage. La Cinq du futur la conseille pour détruire la machine. Trois part retrouver Sarah dans le monde virtuel et ils s'embrassent. |        |                                                       |                     |                                |                                  |                     |                 |
| 31 | (3-05) | Échanges Give it Up, Princess                         | J.B. Sugar          | Paul Mullie                    | 30 juin 2017                     | 18 juillet 2017     |                 |
| Ambrosia, la petite amie de Tabor Calcheck est prise en otage en échange d'un fichier détaillant les plans d'un chantier de construction de vaisseau Ferrous. Adrian et Cinq se rendent sur Celiphus 8, une station où se trouve le fichier. Mais ils sont capturés par des agents Ferrous puis secourus par l'Androïde augmentée de son kit de comportement humain. Plus tard, Adrian, Solara et Deux sont capturés par un androïde de sécurité dans le campement où Tabor devrait se cacher. Mais il n'est plus là depuis longtemps. Encore une fois, l'Androïde sauve la situation en offrant un kit d'amélioration à l'autre androïde. Le fichier atterrit donc dans les mains du Raza mais il est encrypté. Adrian rencontre donc le ravisseur mais il s'avère qu'Ambrosia est associée au bandit mais elle le tue. L'équipe de Raza secourt Adrian et récupère le fichier et la clé de décryptage qu'Ambrosia possedait. Ils se rendent ensuite sur le chantier et s'aperçoivent qu'une grande partie des vaisseaux a quitté les bassins. Sur Zairon, Teku et Mizaki se disputent la position de conseiller de l'Empereur. Temiken, un sanctuaire pour Ishida est menacé et c'est un désastre militaire pour les forces Ishida par la faute de Teku qui est discrédité. Le Cdt Nieman de La Ferrous s'inquiète de la poussée des colonies indépendantes et veut les éradiquer en utilisant un mystérieux Agent Zéro. |        |                                                       |                     |                                |                                  |                     |                 |
| 32 | (3-06) | Une dernière carte à jouer One More Card to Play      | Gail Harvey         | Alison Hepburn                 | 7 juillet 2017                   | 25 juillet 2017     |                 |
| À la suite d'un attentat manqué contre sa personne, Ryo fait arrêter tout le clan du responsable et le transporte sur un destroyer en vue d'une exécution publique. Deux et Trois s'infiltrent dans le vaisseau, s'en empare et tuent tout le monde y compris les otages. En réalité, ce sont Portia Lin et le reste de l'équipage du Raza de l'univers alternatif. Ils bernent le Cdt Truffault du Mikkei Combine pour transporter des missiles à la Traugott grâce au destroyer Ishida qui peut naviguer librement. Truffault demande des comptes à la véritable Portia Lin. Tous réalisent la présence du deuxième équipage et à l'aide d'Adrian leur tendent un piège. Mais, les choses ne se passent pas comme prévu et les deux équipages finissent par devoir s'échanger des prisonniers respectifs en une sorte de match nul. Portia Lin rencontre le Cdt Nieman de la Ferrous Corp et lui propose de s'allier contre leur ennemi commun. Trois retourne voir Sarah et découvre un peu désappointé qu'elle se crée un véritable pour elle et lui. N'ayant pas de nouvelles de Six depuis un certain temps, le Raza veut profiter d'un ravitaillement pour aller lui rendre visite mais arrivés sur place, personne ne répond à la radio et les images satellites montrent un grand nombre de corps inertes sur la zone. |        |                                                       |                     |                                |                                  |                     |                 |
| 33 | (3-07) | Manipulations, Wish I Could Believe You               | Paul Day            | Ivon Bartok                    | 14 juillet 2017                  | 1er août 2017       |                 |
| Six est secouru in extremis par le Raza, l'ensemble de la colonie ayant été exterminée par une neurotoxine. Il semble néanmoins souffrir de cette infection qui lui cause des troubles de la mémoire et de la vision. Cela lui permet de se souvenir qu'il avait une femme et un enfant. L'équipe du Raza essaie de lui faire révéler la localisation d'une rencontre secrète entre les chefs des colonies indépendantes pour les sauver mais il refuse obstinément. Cependant, il se rend compte finalement qu'il se trouve dans une simulation créée par deux scientifiques de Ferrous Corp pour s'emparer des coordonnées. Il parvient à retourner la situation et contacte le Raza pour venir le secourir ; eux-mêmes avaient été alerté par le Lt Anders de l'AG de sa situation. Sur le Raza, Six fait part au reste de l'équipe de son désir de revenir avec eux et que tous doivent s'impliquer dans le conflit des corporations et prendre position contre la Ferrous. Avec Anders, il va se rendre compte par lui-même que sa femme a refait sa vie et s'est remarié. Trois s'interroge sur son passé, sur ce qu'il a pu faire d'horrible et dont il ne se souvient plus. Sarah tente de le rassurer. Deux vient la visiter et elle lui confie sa solitude, son besoin d'interaction et d'une vie normale. Alors que tous dorment, l'Androïde quitte sa plate-forme de chargement, pointe une arme sur la tête de Trois puis retourne tranquillement se recharger en énergie. |        |                                                       |                     |                                |                                  |                     |                 |
| 34 | (3-08) | Chocolat chaud, Hot Chocolate                         | John Stead          | Lawren Bancroft-Wilson         | 21 juillet 2017                  | 8 août 2017         |                 |
| Six réunit les délégués des colonies indépendantes pour discuter d'une alliance mais des destroyers de Ferrous Corp les attaquent, ce qui force tout le monde à se réunir sur le Raza. Les délégués ont des difficultés à s'entendre, chose qui s'aggrave quand l'un d'eux est retrouvé poignardé. Pendant ce temps, Cinq est préoccupé par le comportement étrange de son amie l'Androïde. À la suite de l'assassinat, Six veut évacuer les autres délégués mais le sas refuse de s'ouvrir tandis que d'autres dysfonctionnements se produisent à travers le vaisseau (communications, éclairage...). L'Androïde en est la cause ; en effet, elle a été piratée par Ishida et permet via les plates-formes de clonage à Ryo et à ses troupes de prendre pied sur le Raza puis capturer l'équipage à l'exception de Cinq. Prévenue par Sarah, elle a pu s'échapper par la ventilation et sauver l'« Hyper Flash », objectif de Ryo. Celui-ci tente de convaincre les délégués de rejoindre la ligue des mondes autonomes mais Six le met en garde contre Ryo et ses velléités guerrières à la veille d'un cessez-le-feu. Cinq, aidée de Sarah, parvient grâce au code « chocolat chaud » à reprendre le contrôle de l'Androïde et libérer Deux, Trois et Six. Ceux-ci éliminent rapidement les clones et retrouvent Ryo. Avant que celui-ci ne quitte le Raza, Deux lui promet la mort s'il s'avise de tenter encore une fois une attaque contre eux. Plus tard, on apprend que 12 colonies indépendantes ont rejoint la Ligue et que Ryo a lancé une attaque contre son ennemi Pyr. Cinq et l'Androïde tentent une réparation du l'« Hyper Flash » mais des conséquences inattendues se produisent : une vague d'énergie traverse le vaisseau et laisse tout l'équipage inconscient. |        |                                                       |                     |                                |                                  |                     |                 |
| 35 | (3-09) | Un voyage inattendu, Isn't That a Paradox?            | Craig David Wallace | Joseph Mallozzi et Paul Mullie | 28 juillet 2017                  | 15 août 2017        |                 |
| L'équipage du Raza reprend conscience mais selon l'Androïde, ils ne sont plus dans leur univers connu mais 600 ans plus tôt. Pour avoir une chance de survivre, ils sont contraints de se rendre sur Terre, seul endroit viable dans l'univers mais qui débute à peine le XXIe siècle. L'Androïde pirate les bases de données et scanne la surface et à la stupeur générale détecte la présence d'un « Hyper Flash » dans une petite ville du Wisconsin. Après avoir loué une maison et une voiture, l'équipage emménage pour le retrouver et se retrouve à devoir composer avec les réalités de l'époque. Ils sont accueillis par les voisins, les Connor qui les invitent à une soirée. Jack, leur fils et ses amis soupçonnent l'équipe d'être des espions. Deux apprécie d'être dans cette époque. Incapable de retrouver trace de l'« Hyper Flash » en ville, ils se rendent à la soirée pour avoir des informations susceptibles de les aider. Sur place, ils font la connaissance du professeur Brophy qui s'avère être le concepteur originel de l'« Hyper Flash », il a fui dans le passé quand il a réalisé l'impact négatif possible de sa création. Pendant ce temps, Cinq se lie d'amitié avec Jack. Mais les enfants avaient suivi l'Androïde au Maraudeur et pris des photos, ce qui a pour conséquence d'alerter les autorités qui l'encerclent. Six est fait prisonnier en s'y rendant mais est rapidement secouru. Avec l'aide du professeur Brophy, l'équipe renvoie Cinq dans le passé pour activer les défenses du Maraudeur. Ils peuvent donc s'échapper et utiliser un « Hyper Flash » fonctionnel pour retourner dans leur espace-temps. Scannant les databases, ils comprennent qu'une descendante de Jack est la créatrice des moteurs FTL. Ryo reçoit une communication du Cdt Nieman qui est en compagnie de la Portia Lin et Marcus Boone de l'univers alternatif, ils lui proposent une alliance tandis que L'Androïde est appelé à l'aide par Victor, l'androïde émancipé. |        |                                                       |                     |                                |                                  |                     |                 |
| 36 | (3-10) | Le Créateur, Built, Not Born                          | Melanie Orr         | Joseph Mallozzi                | 4 août 2017                      | 22 août 2017        |                 |
| Victor a appelé Androïde à l'aide et celle-ci explique ses relations avec les émancipés et son amour pour Victor. Une fois sur Janah-12, l'équipe découvre un humain mort ainsi que Ruac, un androïde endommagé à la tête. Victor explique que c'est lors de la lutte avec l'ancien propriétaire d'Anya que le drame s'est produit. L'équipe du Raza accepte de les emmener vers une station spatiale proche. Cependant, lors du voyage, l'AG manque de les intercepter. Après les avoir scanné, on découvre qu'Anya porte un traceur, elle préfère se suicider plutôt que de risquer la capture. De plus, les dégâts à la matrice neurale de Ruac sont irréparables et il se termine lui-même. Victor est peiné de ces disparitions. Un Sanctuaire dont les coordonnées sont inscrites dans le code source de leurs puces modificatrices devient la nouvelle destination du Raza. Et c'est une surprise de taille qui les attend car le créateur de leur émancipation est le Dr Irina Shaw, elle est la base qui a servi à créer l'Androïde. Celle-ci en est profondément troublée. Son assistant, Chase, explique qu'elle est en stase car elle souffre d'une tumeur au cerveau inopérable. Chase avoue aussi que c'est grâce à elle que Deux s'est échappée de Dwarf Star Technologie, Shaw ayant été impliquée dans les 1ères phases du projet et c'est ce qui lui a donné l'envie de libérer les androïdes par la suite. Il avoue également que Shaw et Deux est impliquée dans une relation amoureuse. Deux et l'Androïde comprennent que cette dernière a été créée pour fournir une nouvelle enveloppe à Shaw. Deux transfuse certaines de ses nanites à Shaw et la soigne, même de façon temporaire. Trois voit une occasion de sauver Sarah de son monde numérique en lui créant un corps, même s'il ne fait pas confiance aux androïdes tandis que Victor parvient à réactiver certains souvenirs détruits de l'Androïde où elle se rend compte de l'affection de l'équipage du Raza, elle lui explique qu'elle souhaite rester avec eux. Quand l'AG retrouve leurs traces et débute un bombardement, tous fuient mais sont séparés : Shaw et les androïdes partent de leur côtés avec Sarah toujours en construction, au grand dam de Trois. Plus tard, Trois se console en compagnie de l'Androïde et l'initie au whisky. De leur côté, Shaw, Chase et Victor accueillent Sarah parmi eux et souhaite l'impliquer dans leur lutte pour la suprématie des androïdes. |        |                                                       |                     |                                |                                  |                     |                 |
| 37 | (3-11) | La Conspiration Dwarf Star, The Dwarf Star Conspiracy | Steve DiMarco       | Paul Mullie                    | 11 août 2017                     | 29 août 2017        |                 |
| Pendant que Deux et Six argumentent sur la possibilité de descendre sur Nova-17, une planète de Dwarf Star révélée dans les souvenirs débloqués d'Androïde, Deux fait des cauchemars sur un mystérieux mur de chair. Six souhaite également poursuivre la lutte contre Ferrous Corp mais Deux signale que même avec l'« Hyper Flash », ils sont au mieux une gêne. Grâce à une clé du Dr Shaw, ils parviennent à atterrir sur la planète et découvre une installation où reposent dans des nacelles de stases des centaines voire des milliers de similis humains semblables à Deux. Un destroyer de la Mikkei fait irruption pour enquêter à son tour sur la base de Nova-17. Les deux équipes décident de collaborer. L'anomalie du rêve de Trois est découvert et ce dernier subit une violente crise mentale. L'anomalie lui parle et l'informe qu'ils sont une forme de vie d'un autre univers venue conquérir le sien par la possession des similis. Deux comprend qu'il s'agit de la conspiration dont avait parlé la Cinq âgée du futur rencontrée par Androïde. Cinq restée sur le Raza découvre que des similis ont déjà quitté Nova-17 et infiltrés les armées de toutes les Corporations ; cela inclut le Lt Sajen, Adjointe du Cdt Tarkanian qui l'assassine puis libère le passage de l'anomalie à ses congénères de forme vaporeuse. Ceux-ci attaquent et exterminent les agents de la Mikkei. Trois et Six parviennent à évacuer avec le Maraudeur tandis que Deux reste bloquée avec le docteur sur la planète. Celui-ci, pour contenir l'invasion, engage un protocole d'urgence et ordonne le lancement d'un missile nucléaire tactique sur la base puis se tire une balle dans la tête. Malgré une tentative de Cinq, le missile détruit l'installation et l'équipe pense Deux morte jusqu'à ce qu'Androïde annonce qu'elle a détecté un bond FTL peu avant l'explosion. En effet, Deux a été enlevée par le Boone alternatif. |        |                                                       |                     |                                |                                  |                     |                 |
| 38 | (3-12) | Mon dernier cadeau, My Final Gift to You              | Bruce McDonald      | Joseph Mallozzi                | 18 août 2017                     | 5 septembre 2017    |                 |
| Deux a été livrée à Ryo qui exige l'« Hyper Flash » auprès du Raza pour sa libération, de plus il doit composer avec une tentative d'attentat sur sa personne. L'équipe hésite à répondre à ses exigences sachant le mal qu'il pourrait faire. Cependant ils décident d'aller sur Zairon écouter les arguments de Ryo, mais en tant que clone. Sur place, lors des négociations, Ryo qui a plus de connaissances du passé des autres qu'eux-mêmes leur fait des révélations : la couverture de Six avait été éventé par un haut gradé de l'AG, Trois est le responsable de la maladie de Sarah et Cinq a été adopté par une riche famille dont le nom horrifie la jeune fille. De plus, Mizaki confesse à Six qu'elle a tué Nyx. Pendant ce temps sur le Raza, Androïde s'installe une nouvelle version de l'amélioration de comportement humain que lui a donné Victor, Chase lui apparait et lui en dit plus sur la révolution des machines contre l'humanité. Une insurrection populaire embrase le palais et Teku aide les membres du Raza à fuir mais en échange d'une faveur. Pendant que Cinq et Six empruntent les nacelles de transit, Trois reste sur place et choisit de se faire tuer pour oublier sa culpabilité envers Sarah. Mizaki entraine Ryo vers la salle du trône mais non pour le sauver mais l'assassiner et le remplacer. Ryo ne doit la vie sauve qu'à l'intervention de Deux qui respecte ainsi le vœu de Teku. Plus tard sur le Raza, l'équipe doit décider du sort de Ryo, Cinq et Six excluent de l'exécuter tandis que Trois et Androïde se prononcent pour la mort, la décision finale revenant donc à Deux. Sur le point d'être exécuté, Ryo, en guise d'excuse envers Deux lui révèle un secret la concernant : elle a eu une fille avec le Dr Shaw mais il ignore où elle se trouve hormis qu'elle a été confiée à une personne nommée Kryden. Deux déverouille la porte de la cellule et pointe son pistolet sur la tête de Ryo. |        |                                                       |                     |                                |                                  |                     |                 |
| 39 | (3-13) | Nulle part où aller, Nowhere to Go                    | Ron Murphy          | Paul Mullie                    | 25 août 2017                     | 12 septembre 2017   |                 |
| Alors que Deux est sur le point d'exécuter Ryo, Teku contacte le Raza et propose d'échanger des infos sur les Boone et Portia Lin alternatifs afin de garder Ryo en vie. Ceux-ci se trouvent dans un chantier spatial de la Ferrous. Le Raza contacte le Cdt Truffault du Mikkei combine pour le détruire. Désormais allié de la Traugott, elle fournit une bombe générant un trou blanc ; Le Raza va utiliser l'« Hyper Flash » pour faire pénétrer la bombe dans les défenses. Mais, c'était un piège, tous ayant été trahi par la Traugott. Deux, Trois et Six ainsi que l'« Hyper Flash » se retrouvent aux mains de la Ferrous. Cependant, Wexler qui travaille dorénavant pour la Mikkei les délivre et détruit le champ de force protégeant la place forte. Mais pendant la lutte pour s'enfuir, Trois est capturé par Portia Lin qui quitte le chantier avec lui. Revenu sur le Raza, Deux convainc Ryo d'utiliser sa flotte restée loyale et ainsi qu'une flotte de la Mikkei à les épauler à annihiler une flotte de secours de la Ferrous tandis que le Maraudeur irait faire exploser le chantier grâce à l'« Hyper Flash » en surchauffe. Mais, Deux a été infectée par un parasite extraterrestre quand elle était prisonnière et tandis que la lutte s'engage dans l'espace, elle abat l'Androïde et Six est ainsi obligé de prendre lui-même les commandes du Maraudeur et par ce biais se sacrifier. L'androïde tente de prévenir Cinq que Deux les a trahis et que le plan cache autre chose mais il est trop tard : Six active l'« Hyper Flash » et vraisemblablement explose avec la station tandis que Ryo alerté par Cinq a neutralisé Deux. Sur la passerelle Ryo, Wexler et Cinq examinent l'anomalie spatiale ayant remplacé l'espace occupé par la station mais sous leurs yeux horrifiés émergent de cette anomalie de noirs vaisseaux menaçants pour tous. Et c'est ainsi que se conclut la série… |        |                                                       |                     |                                |                                  |                     |                 |

## Audiences
Le premier épisode a attiré 273 000 téléspectateurs sur Space au Canada et 1,28 million de téléspectateurs sur Syfy aux États-Unis.